# I Care 4 U (album)
I Care 4 U è la prima raccolta postuma della cantante R&B Aaliyah, morta nel 2001. L'album contiene 17 tracce tra cui i primi successi della cantante ed alcuni brani non pubblicati in precedenza.

## Tracce
1. Back & Forth – 3:50
2. Are You That Somebody? (feat. Timbaland) – 4:25
3. One in a Million – 4:30
4. I Care 4 U – 4:33
5. More Than a Woman – 3:49
6. Don't Know What to Tell Ya – 5:01 – traccia inedita
7. Try Again (feat. Timbaland) – 4:44
8. All I Need – 3:08 – traccia inedita
9. Miss You – 4:05 – traccia inedita
10. Don't Worry – 3:52 – traccia inedita
11. Come Over (feat. Tank) – 3:55 – traccia inedita
12. Erica Kane – 4:38 – traccia inedita
13. At Your Best (You Are Love) – 4:52
14. Got to Give It Up (Remix) – 3:57

Tracce aggiuntive
1. If Your Girl Only Knew – 4:51
2. We Need a Resolution (feat. Timbaland) – 4:07
3. Rock the Boat – 4:37

### Versione internazionale DVD
- One in a Million [Multimedia Track]
- Are You That Somebody [Multimedia Track]
- Try Again [Multimedia Track]
- We Need a Resolution [Multimedia Track]
- More Than a Woman [Multimedia Track]
- Come Back in One Piece [Multimedia Track]
- 4 Page Letter [Multimedia Track]
- Got to Give It Up [Remix][Multimedia Track]
- Rock Da Boat [Multimedia Track]
- Japanimation Commercial [Multimedia Track]
- Aaliyah Behind the Scenes [Multimedia Track]
- Miss You [Multimedia Track]

### DVD
- One in a Million
- Are You That Somebody
- Try Again
- We Need a Resolution
- More Than a Woman
- Come Back in One Piece
- 4 Page Letter
- Got to Give It Up [Remix]
- Rock Da Boat
- Japanamation Commercial
- Aaliyah Behind the Scenes
- Miss You

## Classifiche
| Classifica (2001)         | Posizione massima |
| ------------------------- | ----------------- |
| Australia                 | 43                |
| Austria                   | 16                |
| Canada                    | 25                |
| Finlandia                 | 15                |
| Francia                   | 4                 |
| Germania                  | 2                 |
| Nuova Zelanda             | 10                |
| Paesi Bassi               | 10                |
| Regno Unito               | 4                 |
| Stati Uniti               | 3                 |
| Stati Uniti (R&B/Hip-Hop) | 1                 |
| Svezia                    | 37                |
| Svizzera                  | 3                 |